# 黑眼豆
黑眼豆是豇豆的一个亚种，可以食用。黑眼豆在世界各地都有种植。加利福尼亚黑眼是常見的商業化黑眼豆品種，此商業化品種分佈於美國南部。

## 历史
黑眼豆起源于西非，而且自史前时代就在中国和印度种植。自17世纪以来，被販賣至弗吉尼亚的黑人奴隶在當地种植黑眼豆。喬治·華盛頓·卡弗也在美國推廣種植黑眼豆，因為這種植物可以为土壤增加氮素。